# Taglilienfeld bei Rehling
Das Taglilienfeld bei Rehling liegt nahe dem Ortsteil Sankt Stephan der schwäbischen Gemeinde Rehling und ist seit 1982 als Naturdenkmal geschützt. Es ist mit seinen umgebenden Auwaldflächen Teil einer bedrohten und selten gewordenen mitteleuropäischen Urlandschaft. Die im Juni blühende Wiese ist überregional bekannt und lockt jedes Jahr zahlreiche Naturliebhaber an.

## Lage
Das Taglilienfeld liegt östlich des Lechs zwischen Langweid und dem Rehlinger Ortsteil St. Stephan. Ein Feldweg führt bei der Gärtnerei „Hessing“ von der Verbindungsstraße zur Biotopfläche. Die Taglilienwiese grenzt unmittelbar an den Auwaldsaum und ist im Osten und Süden von Feldern umgeben.

## Wiesenfläche
Alljährlich blühen auf dieser Wiese hunderte Exemplare der Gelben Taglilie (Hemerocallis lilioasphodelus). An jedem Blütenstand stehen etwa acht Knospen, die an aufeinander folgenden Tagen erblühen.
Außer den Taglilien kommen noch einige Arten von Orchideen vor, darunter die auf den Kalkhalbtrockenrasen der Lechheiden verbreitete Hummel-Ragwurz, Spinnen-Ragwurz und diverse Händelwurz-Arten. Ebenso wächst dort der Gelbe Frauenschuh, eine streng geschützte Orchidee. Aber auch andere großblütige Arten wie die Türkenbund-Lilie und die Sibirische Schwertlilie haben hier ihren Lebensraum.

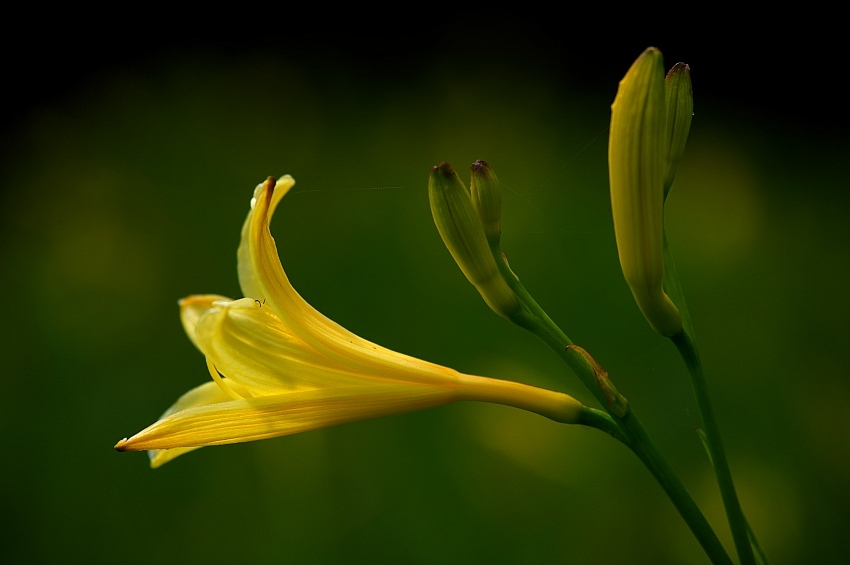
Blüte und Blütenknospen einer Gelben Taglilie
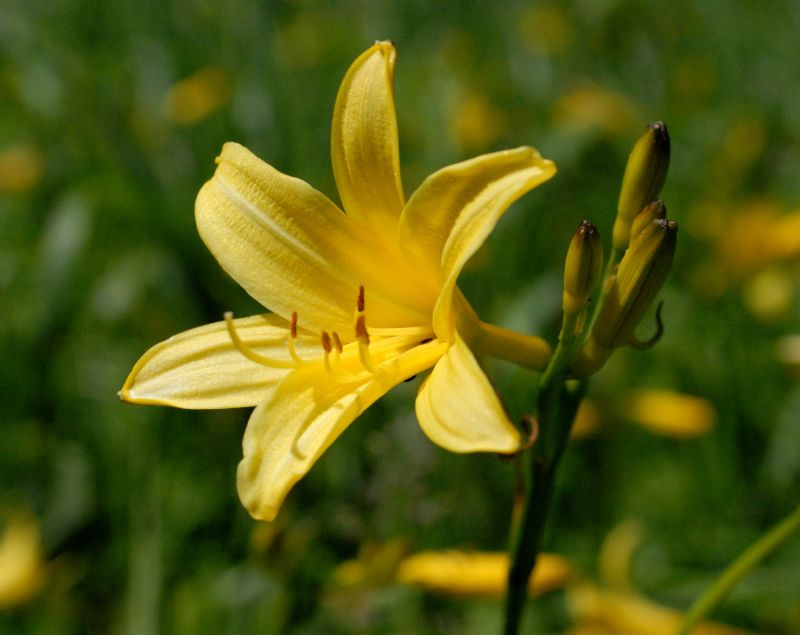
Blick ins Innere einer Blüte der Gelben Taglilie

## Geschichte
Die Gelbe Taglilie ist vermutlich im Mittelalter aus Gärten verwildert und bildet heute eine konstante Population. 1930 wurde die Wiese vom Naturwissenschaftlichen Verein für Schwaben aufgekauft. 1982 erfolgte die Unterschutzstellung als Naturdenkmal. In Abstimmung mit der Unteren Naturschutzbehörde und dem Grundeigentümer führen ehrenamtliche Helfer zweimal im Jahr Pflegemaßnahmen durch: In der zweiten Julihälfte werden auf der Taglilienwiese konkurrenzstärkere Pflanzenarten samt unterirdischen Pflanzenteilen entfernt. Außerdem wird im Randbereich ein vier Meter breiter Streifen gemäht. Im Herbst steht dann die Mahd der Restheidefläche und die Pflege des angrenzenden Gemeindewaldes auf dem Plan.